# 莊存與
莊存與（1719年—1788年），字方耕，号养恬。江苏武进人。
生於康熙五十八年（1719年），幼誦六經，尤長於《書經》，乾隆十年（1745年）中乙丑科一甲第二名进士（榜眼），授编修，迁内阁学士。入值南书房及上书房。乾隆二十一年，督直隶学政。乾隆四十九年（1784年）官至礼部左侍郎。
莊存與是經學家，倡今文经学，研治《春秋》公羊学，與劉逢祿同為常州學派之始宗師。阮元稱莊氏“于六經皆能闡抉奧旨，不專專為漢、宋箋注之學，而獨得先聖微言大義于語言文字之外”。錢穆以為莊氏不重考據，而喜牽合比附漢儒異義可怪之論。乾隆五十三年（1788年）卒，年七十岁。著有《春秋正辞》十二卷、《尚书概见》三卷、《尚书说》一卷、《毛诗说》、《周官说》等均辑为《味经斋遗书》。有弟莊培因，侄莊述祖。